# 陈吉余
陈吉余（1921年9月17日—2017年11月28日），江苏灌云人，中国河口海岸学科奠基人、著名河口海岸学家、地理学家、水利学家和教育家、中国工程院院士、国际欧亚科学院院士、中国共产党党员、九三学社社员 （页面存档备份，存于）、上海市第七/八/九届人大代表、中国海洋湖沼学会名誉理事长、中国海洋学会名誉理事长、华东师范大学终身教授、华东师范大学河口海岸科学研究院名誉院长、河口海岸学国家重点实验室学术委员会顾问。 （页面存档备份，存于）
陈吉余是我国地学和水利学界的一代宗师。他创建了我国第一个河口海岸研究机构，是我国河口海岸学科的奠基人，理论应用于工程实践的开拓者。他倡导并组织参与了全国海岸带和海涂资源综合调查；他提出长江河口发育模式及自适应和人工控制理论，为长江口深水航道选槽和河口治理提供了科学依据；他建议利用潮滩建设浦东国际机场并主持九段沙生态工程，取得了显著社会经济效益；他提出长江河口寻求干净水源的建议，促成了青草沙水库的建设；他根据涨潮冲刷槽理论提出陈山原油码头选址方案，开创了在杭州湾强潮海湾建港的先例。他是我国河口海岸之父，他坚定不移矢志报国的家国情怀、孜孜不倦开拓创新的科学精神，受到了无数人的敬佩，是一位享誉世界的杰出科学家。

## 生平

### 立志报国心，求学艰辛路
1921年9月17日，陈吉余出生在江苏灌云县一个耕读传家的人家，他自小就深受祖父陈百川的爱国情怀熏陶，深忧当时的动荡中国内有军阀混战、盗匪横行，外有列强环视，日寇侵占东北。他小学就读于陈百川捐资所办的乡村小学。这是一所以培养乡村子弟发愤图强报效国家为目标的学校，校门悬挂有陈百川亲笔书写的“立志应学凯末尔，救国当如玛志尼”。横幅写了“抗战到底”。这幅对联激励了所有在校师生的爱国热忱。陈吉余的床头还垂挂有祖父的一幅中国地图，看着满目疮痍的旧中国，陈吉余自小就存爱国心，立报国志。
	1935年陈吉余考上江苏省立东海师范学校。随后，因1937年卢沟桥事变以及武汉会战，学校被迫三迁其址，沿途炮火与炮弹亦相伴。陈吉余在学校搬迁途中，深深见证了民族存亡的危险关头。“复兴民族，舍我们共谁”，“国土重光，国恨雪耻，责任在吾俦”。战时中学的校歌，唱出了他当时的心声。这一阶段的艰辛求学让陈吉余特别珍惜宝贵的学习时间，他由此产生了强烈的社会责任感，进一步坚定了为国效力的决心。强烈的求知欲和报效祖国的决心激励陈吉余克服重重困难，坚持完成了中学学业。
	陈吉余从小就喜欢历史地理，他从当时的报纸、杂志了解到国立中央大学和浙江大学史地系最好，还获悉张其昀就在浙江大学执教。因此；他决定报考浙江大学。1941年，受日本帝国主义侵略中国影响，浙江大学与中央大学、西南联合大学、武汉大学进行联合招生。陈吉余于7月赶到气温高达40度的“火炉“重庆，在敌机轰炸期间，完成了考试，如愿以偿地考入国立浙江大学。1945年以优异的成绩毕业，并继续进行研究生学习。1947年陈吉余毕业于浙江大学史地系，获得硕士学位，并留校任教。1949年杭州解放，新中国成立，陈吉余任教浙江大学地理系，迎来了他人生新的历程。他积极投身于新中国的经济建设，热火朝天地参与了浙江黄坛口水库坝址地质考察、湘黔和川黔铁路沿线地质经济勘察、治淮工程梅山水库地质调查等工作。1952年院系调整，陈吉余随地理系调整入新成立的华东师范大学，并一直工作于此。
	陈吉余胸怀祖国大好河川，认为地学可以从宏观角度看待事物，对地区发展的认识有益，浙江大学史地系有浓厚的地学氛围，导师们渊博的知识极大地促进了陈吉余的学习热情。通过叶良辅教授的地质学和地貌学讲授，他认识到各种地貌形成之所以然，它的发育过程和所以演进的动力因素。这些知识奠定了陈吉余以后开拓动力、沉积和地貌相结合研究河口海岸的基础。叶良辅教授不仅在课堂里传授知识，而且十分重视启发学生怎样去认识地貌现象，并手把手地教陈吉余如何测量地质要素，如何科学地做好野外记录，这一教学传统对陈吉余一生从事科学研究发挥了重要影响。在此后六十多年的科学生涯中，他秉承和发扬了浙江大学老师这种优良的教学传统，一贯重视由实地踏勘出真知，以获得科学发现。
	陈吉余继承了浙大的“求是”精神，进一步丰富为“求是、求新、求实、求成”的学术思想，并在华东师范大学加以发展，作为自己科学人生的终身准则。他认为，读书为了救国，救国就要学好本领，去实现复兴民族的人生抱负。

### 创建河口海岸学科体系
陈吉余是中国河口海岸学的奠基者与倡导者，是我国河口海岸理论应用于工程实践的开拓者。他在20世纪50年代率先提出动力地貌的概念，开辟河口海岸动力地貌的新方向，继而注入了沉积学的内容。80年代又逐步扩展到河口海岸环境、生态及生物地球化学过程等研究领域。在研究过程中，从静态描述走向动态描述，从定性向定量发展。
	陈吉余在20世纪40年代末开始河口研究。他参与了钱塘江河口的治理工作。1000年来，钱塘江河口因潮灾造成海塘溃堤，不稳定的河槽给两岸居民带来很大威胁，这里的海塘一直是国家防护的重点。陈吉余跟随朱庭祜教授对钱塘江和杭州湾两岸地形地质进行考察，承担钱塘江河口杭州湾的地貌工作，整个考察历时四个月。他将自己的研究成果整理写成了《杭州湾地形述要》和《杭州之地文》，这两篇文章是当时有关杭州湾研究最早的论文。通过这一时期的研究并和解决地方的实际需要联系，陈吉余认识到野外调查的重要性，以及动力、沉积与地貌结合在探索河口变化规律中的潜在优势，同时也感受到知识服务于生产的重要性。随后，通过承担和参与一系列国家相关重点项目，他得到锻炼成长，他的学术研究亦开始步入成熟期，在长期承担国家和地方重大项目、解决国家与地方需求的同时，逐渐摸索和形成了理论与实践结合，研究与生产相结合，动力、沉积与地貌相结合的具有中国特色的河口海岸研究体系。
	随后的几十年，他以长江和钱塘江河口为基地，对一系列河口沉积地貌问题，在动力学基础上提出新论点、新概念，为我国河口学建立了新的学科体系。如他先后总结了钱塘江河口演变的历史过程和河口沙坎发育的理论，提出“结合围垦、整治江槽”的治理方针，研究了钱塘江和杭州湾衔接的方式；他对河口水团和水系进行划分，对河口最大浑浊带、河口锋进行分析，对河口泥沙进行探讨，提出了河口冲刷槽的概念，对河口心滩形成机制以及滩槽物质交换等提出新的认识；对拦门沙形成、部位和沉积规律进行系统研究，建立地貌上拦门沙系与航道拦门沙新概念等。

### 倡导和技术指导全国海岸带和海涂资源综合调查
从上世纪五十年代末至八十年代的这三十年中，在神州大地绵延18000余公里的海岸线上，我国的科技工作者历经曲折和多次反复，最后成功地开展了一次大规模的全国海岸带和海涂资源综合调查。参加这项调查的部门和人员之多、项目和内容的广泛，均为全国首次。
	在这风风雨雨的三十年中，陈吉余是全国海岸带和海涂资源综合调查的倡导者和领导者之一，是全国海岸带和温州海岸带调查试点的指挥者；也是最主要的调查技术和调查成果报告的负责人。1959年，他与中科院海洋研究所的尤芳湖都认为开展海岸带调查势在必行，随后，陈吉余执笔写成倡议材料。为此国家科委专门在天津塘洁设立了代号为0701的办公室。办公室的主要任务就是组织筹备全国海岸带调查。此项调查当时被列为绝密工程，在上海和福建开展试点，但缺乏经验和缺少力量因此进展不大，只是做些调研访问工作。1963年，国家科委海洋组召开会议的时候，陈吉余再次倡议开展海岸带调查，又一次得到重视。1964年，海岸调查工作交由地质科学院组织，地质部和国家科委海洋组组成两个大队在浙江开展调查。有关部门没有认真地听取陈吉余和其他专家正确意见，调查进展不多。1978年全国召开科技大会期间，陈吉余再次萌发了倡议开展全国海岸带和海涂资源综合调查的想法。1979年2月，他完成了一份对今后中国海岸带开发利用具有指导性意义并付诸实行的《对于海岸带调查的意见》，之后不久，在萧山召开的全国海涂调查大会正式确定1979年5月在温州进行海岸带试点工作，陈吉余任队长。从1980年5月份到7月份，外业基本完成，接着就开始整理报告。报告在当时的学术界引起了震动，填补了我国海岸带研究的空白。
	此后，1980年为落实国务院456号文件，由国家科委副主任牵头，沿海各省的代表参加，召开了全国海岸线调查的领导组大会。会议成立技术指导组，由严恺任指导组组长，陈吉余任副组长。从1980年，在全国铺开海岸带调查工作，经过7年时间，终于完成了《全国海岸带和海涂资源调查综合报告》及其资料汇编等三项成果，为全国沿海社会经济发展提供了最基础的资料和数据。

### 为国家和上海市重大建设工程作出卓越贡献

#### 建议浦东国际机场建于海堤之外潮滩之上
上世纪90年代初，除了水运制约上海的发展之外，空运也是一个不可忽视的制约因素。当时上海仅有一个位于西郊的虹桥机场，机场的设备和规模越来越与上海国际化大都市的发展不适应。因此建设一个新的国际飞机场，就被提上了日程。经过论证，上海市政府决定把上海浦东机场建在川沙城厢东境，濒临长江的海堤之内。陈吉余认为这个方案并不是好方案。1990年12月20日，他向上海科协提出《将上海国际机场建造在海堤之外潮滩上的建议》，即上海浦东国际机场可建设在川沙、南汇交界附近的海堤之外，选择潮滩适当地点予以建造。其优点具有下列数端：1.可以节约土地。如果在海堤之内建造机场连同道路、房屋各种辅助设施、必然要占用熟地数百乃至上千公顷，在土地甚为紧张的上海，如用海滩地，则可节约大量土地。2.可以预留滩涂，作为上海国际机场发展之用。上海目前机场客流量年仅282万人，在下一世纪的太平洋时代，作为浦东市区大发展之际，这个机场必然也需相应发展。在海滩地有发展余地，不受周围已用土地的限制，还有利于长江口整治。围涂建机场，对治理长江有利，可以与长江口整治重大任务相结合，这项工程还可促进长江口南边滩的淤涨。3.没有高层建设或人工设施干扰，保证航行安全。世界上因高层建筑影响航行安全者有之。即以上海而论，江湾机场就因张华浜港区吊车高耸，威胁飞机起落安全而被迫迁移就是一例。在潮滩修建机场，没有高层设施威胁的后顾之忧。4.可以减少城市噪音。潮滩距离浦东开发区较远，附近居民较稀，将来日夜飞机起降频率很大，噪音对城市影响可以減少。
	1995年，浦东机场建造的决议已经下达。遗憾的是，陈吉余的建议并没有被采纳，机场仍然要建在江堤之内。1995年8月31日他再书《关于浦东国际机场建造在沿海滩涂的上的建议》，并附上了1990年的建议报告，请秘书直接交到了上海市市长徐匡迪手上。再度建议，将机场建于海提之外，潮滩之上。它可以节约使用熟地，又可围海造地，还与长江口治理相结合，一举数得。陈吉余的再次建议引起了上海市领导的高度重视，再经过国家及上海市各有关部门努力，包括华东师范大学河口海岸研究所等单位在内的大量科技人员严密的科学论证和艰苦建设，终于使市政府采用了建议，并将浦东机场东移，产生了巨大的经济效益，社会效益和环境效益。
	机场建在潮滩之上，海堤之外是一望无际的芦苇荡，无数的候鸟在这里生息繁衍。把机场建在这里，就等于侵占了它们的家园。现实情况是世界各地机场飞机起降过程中，屡屡出现飞机与鸟相撞的严重事故和惨痛教训，造成了巨大损失。陈吉余经过对长江口自然环境的多方面分析，大胆地提出把原本途经或栖息在浦东机场的自然界鸟类吸引到长江口的另一块宝地——九段沙湿地上，以期缓解和大大减轻鸟类活动对机场的压力。陈吉余通过所掌握的长江河口发育规律，对这块形成不久的九段沙其来龙去脉和发展变化趋势以及今后可作的用途都有独到的见解。倘若在九段沙这片沙洲上通过种青，促淤，引鸟用来替代因机场建设而即将消失的长江口南边滩这一段候鸟赖依栖息生存之地，无疑是一个两全齐美办法。于是在浦东机场指挥部支持下，陈吉余带领华东师范大学河口海岸研究所及协作单位的科技人员组成了九段沙课题组，立即开展了“九段沙种青引鸟可行性研究”和“浦东国际机场和九段沙生态工程研究”。随后九段沙生态引鸟工程取得了成功。在重大工程启动的同时，启动生态工程，这在我国航空建设历史上属于首次。

#### 率先提议建设长江河口江心水库，解决上海市饮用水短缺问题
长江、苏州河、黄浦江，日夜奔腾不息，上海为什么会缺水？上世纪60、70年代，苏州河、黄浦江都受到了污染。上世纪80年代初期，上海淡水需求大增，为了解决饮用水资源问题，上海市科协成立了高级顾问委员会。1989年夏，陈吉余作为咨询组成员承担了水资源基本情况调查和报告编写的任务，随后提出长江淡水资源丰富，水质优良，宜于开发长江水源的建议。
1990年夏天，上海大旱，黄浦江上游污染，导致大批鱼类和底栖动物死亡。陈吉余发表了“干净水源何处寻，长江河口江中求”的看法。他说，长江河口江心有一个青草沙，在不断扩大，可以依托长兴岛建一个水库。然后通过管道，将这里的水输送到千家万户。随后，他在《把长兴岛建成上海的水源岛》中指出：长江是一个可靠的水源，年入海径流总量高达9240亿吨，水量居世界大河的第三位。它可供给上海的所需水量，从长江引水，可以说是因利就便，势在必行。到江心长兴岛青草沙去筑库蓄水，既可取得优质水源，又有大片潮滩和潮汐通道可用。
一个宏伟的构想要落到实处，需要做的事情还很多。对于青草沙来说，那就是接下来要做的就是科学论证工作。从1991年开始到2005年结束，科学论证持续了15年。陈吉余和他的同事参加了相关重要问题的论证。他组织河口海岸学研究院有关科研人员，就“青草沙水库河段水沙、河势演变和三维流场模拟与筑库堤线布置方案”进行攻关研究，提出了南北港分流口存在上移下挫周期性的演变过程。此结论成为青草沙水源地最终获得审批通过和筑库工程实施的重要科学依据之一。同时，陈吉余和他的团队提出南沙头通道作护底工程、新浏河沙护滩工程的建议。此建议后经过论证已经与青草沙筑库工程同步实施。航道管理部门多次监测证明，不但青草沙蓄水库圈围和南沙头通道护底、新浏河沙护滩等工程已经取得好于预期的效果，而且临近航道水深也得到改善。这些研究成果为青草沙工程的最终完成起到了重要的科学支撑。
在江心建水库，这是世界的创举。70平方千米的水库面积，5.3亿立方米蓄水量，每天供水量可达到719万吨，在无江水补给的极端条件下也可以持续不间断供水68天，源源不断地惠及上海市1000多万市民和无数企事业单位。

#### 提出长江口发育模式，为深水航道选址和河口治理提供理论依据
河口是流域的脉搏，陈吉余潜心研究长江河口几十载，他在1979年发表了《两千年来长江河口发育模式》论文，以动力学的观点总结出长江河口发育规律为“南岸边滩推展、北岸沙洲并岸、河口束狭、河槽成形、河槽加深”以及两千年来的长江河口发育模式，在理论上和生产实践方面都具有重要的意义。它既阐明了这一河口发育的基本规律，为判定河口发育趋势提供了理论根据，也为河口治理的方针和具体规划提供了可靠的科学依据。
针对长江河口深水航道选址，陈吉余组织了华东师范大学河口海岸研究所的专家学者，对长江河口锋面活动，浑浊带化学、沉积物结构与构造，以及拦门沙与水下三角洲演变过程进行研究。他在1995年发表了《论长江河口治理》一文，阐述了自己对长江河口治理的第一条原则，那就是疏浚、整治和围垦三结合。也就是采取围垦明沙、稳定阴沙、减少活动沙，以稳定航槽。第二条原则就是人工节点的应用。陈吉余十分强调徐六泾作为人工节点的重要作用。第三条是综合治理、航道为主。研究成果为航道选槽和长江河口治理提供了强有力的文撑。1997年，长江口深水航道治理领导小组召开会议。时任交通部部长的黄镇东同志请陈吉余谈谈如何治理长江口。陈吉余认为，长江口看起来很大，演变很复杂，很难治理，其实并不是这么回事。牵牛要牵牛鼻子，长江口就有“三个牛鼻子”，抓住这“三个牛鼻子”，长江口可以治理好。第一个牛鼻子，是南北支的分流口徐六泾河段。第二个牛鼻子，是南北港分流口。第三个是南北槽分流口。从此之后，“三个牛鼻子”理论被许多治理长江口的专家学者谈起。会议还讨论确定了“南港北槽”的治理方案，确立了在航槽两侧建筑导提和丁坝，以发挥“导流、挡沙、减淤”功能、并依靠疏浚成槽的工程设计指导思想。尽管“南港北槽”的方案不是陈吉余提出的，但决策讨论时他提了三点意见：第一，底沙向前，主要由南槽出去；第二，北槽在20世纪40年代末50年代初才形成的，是个年轻的航道，有活力；第三，也是非常重要的一点，北槽槽口外有很强的旋转流，泥沙到这里容易扩散，不易沉积形成拦门沙。这三点，其实是为“南港北槽”方案提供了有力的支持。

#### 力促杭州湾陈山码头建设，突破强潮河口建港先例
1972年，为了在上海建设一个特大型的化工企业——金山上海石化总厂，上海市决定在金山开展围海造地，但是怎样确定围垦线？上海市心里没有谱。位于金山的石化总厂，是当时上海市第一号工程，为了保证石化总厂的生产，必须要在杭州湾建立港口。但是杭州湾这个地方，曾经一度被认为是建港禁区。陈吉余年青时代曾对乍浦建港有过畅想。但是在强潮海湾建港且当地风急浪高，确非易事。
	也正是金山嘴当时难以建港，须在附近水域再寻合适港址，陈吉余负责带领河口所人马11艘船开展调查。陈吉余跟随一条船赶到这里进行调查。到了现场一看，陈吉余倒吸了一口凉气，海水由四个门冲进来，形成了许多环流，而且门外水深有40米。更为危险的是东门，这个门口有个礁石叫棺材礁，船一进来稍有不慎就要撞上它。陈吉余所乘的船就撞上了，当时船左摇右晃，不听使唤，几乎翻掉。一千吨的船就如此危险，那上万吨的船就更不行了。陈吉余觉得，把码头选在这里，不行。说不行不容易，因为把港口选在这里是得到有关单位很多科技人员支持的，也是相关领导拍板的，而自己现在还戴着“反动学术权威”的帽子。一不小心，政治板子就会打来，搞得自己人格和身体皆受辱。陈吉余完全可以肯定这个方案，然后悄悄地离开。但是高度责任感和职业良心不断提醒他：你要为祖国解决这个难题，这是你的责任，一个河口海岸学者的责任。
	于是他和另外一个同志开始寻找新的建港位置。两人从灯光山到港区考察了数次海况，详细对照当时出版的海图，分析水下深度特征，在审察中他眼睛一亮，从图上注意到灯光山东陈山外有一条深水槽，离岸只有500米。根据推断这条深水槽是属于涨潮泥沙冲刷槽类型，泥沙不容易再在这里沉积。这个发现让陈吉余激动不已，一个建立岛式码头的宏伟构想在他脑海中慢慢浮现出来。他根据掌握的水域情况抓紧写出了自己的构想，并将调研报告交到了相关部门。他在报告中写到，在陈山建造码头，有很多优点：其一，陈山岸外发育一条乍浦深槽，深槽横向摆动小，基本稳定；其二，利用深槽良好水深条件；其三，陈山浅滩水下滩坡宽约500米，可用引桥连接，不破坏水流结构，减少港区回淤。上级领导被陈吉余的严密论证说服，最终确定了陈山码头选址方案。后来，河口海岸室有关同志在陈山脚下经多次综合水文测验，和交通部第三航道院有关科研人员共同商定码头轴线及引桥方向，最后经三航院设计，于1974年建成了金山石化陈山码头，保证了金山石化总厂的如期投产，开创了在浪高、流急、沙多的杭州湾北岸建港先例。1980年，陈山码头工作站根据良好水深条件在码头上游增加了一个5万吨级油轮泊位，将陈山码头升格为5万吨级别。如今近40年过去了，陈山码头依然使用运转良好，不但经受住了时间的考验，还为在杭州湾北岸建港树立了样板和提供了科学依据。
	此外，长江三峡工程，规模宏大，举世瞩目，有许多科学问题需要论证，其对河口的影响是个至关重要的问题。陈吉余组织并着重对三峡工程可能导致的盐水入侵、河槽形变、海岸侵蚀问题进行研究，做出定量结论，对河口生态问题做出定性的报告，并特别直言指出了三峡水库蓄水时期河口盐水入侵的问题应予以重视。该项研究还对导致河口河槽冲淤变化和盐水入侵作出了时空变化预测，这也成为他后来建议长江口江心可获取淡水资源的重要理论依据。
	同时，针对2006年特枯季节三峡二期首次蓄水，他于2006年向上海市建议开展“长江特枯水情及其对上海市供水安全影响“研究，并得到批准立项。该项研究确定了控制河口咸潮上溯的入河口径流临界流量，并甄别了特枯期间三峡蓄水对下游水通量减少的贡献量。年近9旬，他还心系于流域与河口水资源利用问题，并在2010年进一步通过主持召开“长江流城水资源综合调度及其对河口水安全影响研讨会”的上海院士论坛，向上海、长江流域有关部门以及中国工程院提出对水资源应统筹管理、综合调度和系统开发的建议。此外，在2017年初，针对长江2016年发生三峡蓄洪和历史罕见大洪水，他又再次提出了继2006年特枯后的流域-河口洪水影响过程及机制的调查工作。

### 创河口海岸天地，育国家杰出人才
陈吉余既是一名卓越的科学家，也是一位出色的教育工作者。可以说，后者对于国家的贡献并不亚于前者。1957年，由华东师范大学地理研究所和中国科学院地理研究所联合协助，陈吉余创建了我国第一个河口海岸研究机构，这是我国河口研究“向科学进军”的一个重要体现，标志着我国河口研究进入了一个新阶段。1959年，由于海岸研究的需要，华东师范大学河口研究室改河口海岸研究室。1963年9月，华东师范大学河口海岸研究室被确定为教育部直属的18个科研机构之一。1979年，河口海岸研究室又发展为河口海岸研究所，1988年河口海岸研究所里的河口海岸动力沉积与动力地貌综合实验室被评为科技部海洋科学领域第一个国家重点实验室。
河口实验室的建立极大地鼓舞了我国河口海岸研究队伍的壮大。与河口研究室同时成立的还有水利部的钱塘江河口研究站，陈吉余作为该站的筹备组专家，使得两个单位保持长期的合作关系；他还通过研究项目和青岛海洋大学河口海岸研究所以及中山大学河口海岸研究所协同作战，攻克难关；在兼任上海航道局勘察设计研究所所长期间，他还以长江口为研究基础，努力为交通部门造就一支着重工程实践的研究队伍；为推动全国河口海岸研究领域的发展，陈吉余通过主持的中国河口海岸学会，为教育部有关院校、中国科学院有关研究所以及国家海洋局、水利部、交通部等一些单位的河口海岸学者提供了许多学术交流的平台。2009年10月又为中山大学成立海洋学院提出了学科建设和人才发展规划建议。
	同时，中国海岸带研究的队伍从无到有，陈吉余亦起到了重要的推动和指导作用。通过1980年的温州海岸带试点工作，陈吉余任队长。在教育部有关领导支持下，几经波折，二三百的科研队伍终于组建起来。此后，1980年，全国海岸线调查期间，严恺任指导组组长，陈吉余任副组长，经过7年时间，2万人参加这项研究，充分说明了全国海岸带研究的队伍已经形成。这是陈吉余这一生中最大的欣慰。
	陈吉余自从1947年就开始从事教育事业，并以自己创建的我国第一个河口海岸研究机构为孵化器，探索出一条“河口海岸理论寓于实践，在实践中训练和培养人才”的独特模式。他治学严谨，渊博的科学知识、敏捷的思维能力，对学生进行春风化雨般的无声熏陶，令他们感悟做人做学问的真谛，这就是陈吉余情感教育的基点。对学生严格要求，但时时体现关心爱护。他历来认为大学地理系学生的培养必须重视实践。他带领学生实习的时候总是自己先做示范，然后让他们自己动手，搜集一手材料，观测的时候提出问题让同学思考，让学生在实践中学到知识。
	他对自己要求非常严格，在学术上坚持浙江大学的“求是”校训，不轻易放过任何一个错误，做事一丝不苟，注重开拓创新。他不怕艰苦，生活朴素，尊敬老师，爱护学生。这些都深深地影响了学生。现在他培养出来的学生大多成了国家的栋梁、科技精英。陈吉余同时利用自己的国际影购，先后送到国外深造的学者、研究生达30多人。
	陈吉余曾任教育部科技委和国务院学位委员会海洋、大气、地理、环境学科组组长和召集人，许多外单位年轻有为的同志在自己个人和单位的事业发展上有求于陈，他都能给予热情关心，扶持他们发展，所以各方面的学者都愿意和他共事。陈的宽广胸怀和助人为乐的精神也受到国内外学者的广泛敬仰。陈吉余通过言教和身教，带出了一批学术骨干，推动了兄弟院校河口海岸研究机构和全国性专业学会的组建。他完成研究报告60余种，发表论著210余篇、部，先后获国家科技进步一等奖1项，省部级科技进步一、二等奖20项，1985年获全国五一劳动奖章和全国先进教育工作者称号，1999年当选为中国工程院院士。
	陈吉余在河口治理、海岸工程、沿海港口发展、洪涝灾害防治以及水资源利用、第三驱动力对河口影响、流域——河口相互作用等众多研究领域，取得了卓越成就，他把一生都献给了祖国科学和教育事业；他“求是、求实、求新、求成”和“贵在坚持、贵在创新”的科学精神；他坚持理论和实践结合，解决国家重大需求的科学观；他严谨治学、言传身教的宗师风范；他热爱祖国、报效祖国的优良品质，永远值得我们学习和怀念！
2017年11月28日上午11时15分，因医治无效，陈吉余在上海市华山医院逝世，享年96岁。

## 评价
华东师范大学河口海岸科学研究院（海洋科学学院）的李道济教授在《沉痛悼念陈吉余院士——对陈先生主要学术思想的认识》一文中回顾了我国一些著名科学家院士们对陈吉余学术历程的评价：两院院士严凯教授是这样评价陈先生的“开拓创新，成果累累，教书育人，英才辈出”；中科院施亚风院士这样评价到“求是开拓，立河口海岸，不世伟业智诚倡导，作建设发展，杰出贡献”；中国科学院刘瑞玉院士评价到“奠基河口海岸科学献身社会经济发展”；中国科学院窦国仁院士评价到“帅建一流科学所，丰硕成果载史篇”；中国工程院梁应辰院士评价到“献身科技，志而弥坚，不辞劳苦，坚持一线，求实创新，刻苦钻研，硕果累累，为国奉献，追求真理，敢于直言，教学育人，诲人不倦”；中国科学院邱大洪院士评价到“河口海岸研究的先驱，理论实践结合的典范”；中国科学院秦蕴珊院士评价到“倡导多学科交叉和相互渗透并付诸实践，建立动力学、地貌学和沉积学相结合的科学体系特别强调在国家需求与学科前沿的交叉点上找出科学问题，一贯重视人才，特别是尖子人才的使用和培养”；中国工程院刘济舟院士评价到“甚感钦佩其思想和作风，对我们的邀请求助热心给予支持，并以他的远见卓识和勇于负责的精神，提出积极建议，更可贵的是提出不同意见，很多独到新意的建议，为我国经济建设创造了巨大的经济效益。他热情、谦虚，认真负责，接近群众，有求必应，乐于奉献”。陈先生的师兄我国遥感科学发展的奠基人陈述彭院士，对他们俩的学术道路，是这样说的：我们的道路是崎岖的，生活是坎坷的，然而总是相互鼓励、相互支持，坚持走自己认定的学习、研究的道路，衷心祝愿吉余学长继续为我国河口海岸科学事业，再立新功！他并赋诗“世道沧桑 坚持真理竟忘我 海纳江河 开拓创新终有成”，“遵义古城西湖黉舍风雨如磐 探索地学启蒙路 杭州海湾长江河口中流砥柱 策划建设千秋业”。